# 三千院
三千院（さんぜんいん）は、京都市左京区大原来迎院町にある天台宗の寺院。山号は魚山（ぎょざん）。本尊は薬師如来。三千院門跡とも称する。
京都市街の北東に位置する山中、かつては貴人や仏教修行者の隠棲の地として知られた大原の里にある。青蓮院、妙法院とともに、天台宗山門派の三門跡寺院の1つに数えられている。

## 概要
三千院は8世紀、最澄の時代に比叡山に建立された円融房に起源を持ち、後に比叡山東麓の坂本（現・滋賀県大津市坂本）に移され、たび重なる移転の後、1871年（明治4年）に現在地に移ったものである。「三千院」あるいは「三千院門跡」という寺名は大原に移転して以降使われるようになったもので、それ以前は「円融院（円融房）」「円徳院」「梨本門跡」「梶井宮」「梶井門跡」などと呼ばれた。一方、境内にある往生極楽院（旧称・極楽院）は、平安時代末期の12世紀から大原の地にあった阿弥陀堂であり、1871年（明治4年）に梶井門跡の本坊がこの地に移転してきてからその境内に取り込まれたもので、三千院と往生極楽院は元来は別々の寺院である。
境内には往生極楽院のほか、宸殿、客殿などの建物がある。このうち、境内南側の庭園内にある往生極楽院内部には国宝の阿弥陀三尊像を安置している。

## 歴史
三千院は天台三門跡の中でも最も歴史が古く、最澄が延暦年間（782年 - 806年）、比叡山延暦寺を開いた時に、東塔南谷（比叡山内の地区名）の梨の大木の傍に一宇を構え、「円融房」と称したのがその起源という。後の「梨本門跡」の名はこれに由来している。
その地に貞観2年（860年）、承雲和尚が最澄自刻の薬師如来像を安置した伽藍を建て、円融院と称した。承雲はまた、比叡山の山麓の東坂本（現・大津市坂本）の梶井に円融院の里坊（山寺の僧が山下の人里に設ける住まい）を設けた。応徳3年（1086年）には梶井里に本拠を移し円徳院と称した。梶井の地名と、加持（密教の修法）に用いる井戸（加持井）があったことから、後に寺を「梶井宮」と称するようになったという。
元永元年（1118年）、堀河天皇第三皇子（第四皇子とも）の最雲法親王が入寺したのが、当寺に皇室子弟が入寺した初めである。最雲法親王は大治5年（1130年）、第14世梶井門跡となった。以後、歴代の住持として皇室や摂関家の子弟が入寺し、歴史上名高い護良親王（尊雲法親王）も入寺したことがある。
最雲法親王は保元元年（1156年）、天台座主（天台宗の最高の地位）に任命されたが、同じ年、比叡山の西麓の大原に梶井門跡の政所（まんどころ）が設置された。これは、大原に住みついた念仏行者を取り締まり、大原にそれ以前からあった来迎院、勝林院などの寺院を管理するために設置されたものである。政所は極楽院（現・往生極楽院）に隣接して建立された。
大原は古くから貴人や念仏修行者が都の喧騒を離れて隠棲する場として知られていた。文徳天皇の第一皇子である惟喬親王（844年 - 897年）が大原に隠棲したことはよく知られ、『伊勢物語』にも言及されている。藤原氏の権力が絶大であった当時、本来なら皇位を継ぐべき第一皇子である惟喬親王は、権力者藤原良房の娘・藤原明子が産んだ清和天皇に位を譲り、自らは出家して隠棲したのであった。大原はまた、融通念仏や天台声明（しょうみょう、仏教声楽）が盛んに行われた場所として知られ、天台声明を大成した聖応大師良忍（1073年 - 1132年）も大原に住んだ。
山号の魚山は魏の曹植が陳の魚山に遊んだ際に、空中より聞こえた梵天の讃を筆を執って写し梵唄と名付けたという、声明発祥の故事にちなんだものである。
坂本の梶井門跡は貞永元年（1232年）の火災をきっかけに今の京都市内に移転した。洛中や東山の各地を転々とした後、元弘元年（1331年）に洛北船岡山の東麓の寺地に落ち着いた。この地は淳和天皇の離宮雲林院があったところと推定され、現在の京都市北区紫野、大徳寺の南方に当たる。船岡山東麓の梶井門跡は応仁の乱（1467年 - 1477年）で焼失し、大原の政所を本坊とした。
元禄11年（1698年）、江戸幕府将軍徳川綱吉は当時の門跡の入道慈胤親王（後陽成天皇皇子）に対し、京都御所周辺の公家町内の御車道広小路に寺地を与えた。これにより、本坊は大原から移転した。このため、以後近世を通じて梶井門跡は公家町の一角であるこの地にあった。寺地は現在の京都市上京区梶井町で、跡地には京都府立医科大学とその附属病院が建っている。
明治維新の際、当時の門跡であった昌仁法親王は還俗（仏門を離れる）して新たに梨本宮家を起こし、公家町（京都御所周辺の寺町広小路）の寺院内にあった仏像、仏具類は大原の政所に送られた。1871年（明治4年）、大原の政所は新たな本坊となり「三千院」と改称した。「三千院」は梶井門跡の持仏堂の名称「一念三千院」から取ったものである（「一念三千」については当該項目を参照）。その際、隣接して建てられていた極楽院を吸収合併して境内に取り込んでいる。
1915年（大正4年）、寺門の維持が困難になったとして皇室に30年分の年金を繰り上げて下賜するよう申し入れたところ、1944年（昭和19年）までに相当する2万9004円の下賜が認められた。
宮中御懺法講（きゅうちゅうおせんぼうこう）は、保元2年（1157年）に後白河天皇が宮中の仁寿殿にて初めて行った仏事で、法華経を読誦し、悪行を懺悔し、罪障消滅を祈る法要である。代々、梶井門跡の門主がこの法要の導師を務めることが慣例になっていた。明治新政府が宮中での仏事を禁じたため、この行事は一旦絶えたが、その後1898年（明治31年）に大原の地で復活した。宸殿が1926年（大正15年）に建立されてからは宸殿で行われるようになった。1979年（昭和54年）に明治天皇70回忌法要を三千院で行ってからは毎年5月30日、三千院宸殿で御懺法講が行われている。

## 往生極楽院
重要文化財。入母屋造、杮（こけら）葺き、妻入で、屋根側面が三角形に見える側を正面とする。内部は船底天井として、中尊の像高2.3メートルの国宝・阿弥陀三尊像を堂内の空間一杯に安置する。中尊の阿弥陀如来は来迎印を結び、左脇侍（向かって右）の観音菩薩は往生者を蓮台に乗せる姿で、右脇侍（向かって左）の勢至菩薩は合掌する。両菩薩の坐法は少し前屈みに跪く「大和坐り」となっている珍しい作りである。天井には、極楽浄土に舞う天女や諸菩薩の姿が極彩色で描かれている。この絵は復元模写され、円融蔵の展示室に展示されている。
そもそも極楽院（現・往生極楽院）は元来、天台宗の門跡とは無関係であった。寺伝では、寛和2年（986年）に恵心僧都源信（えしんそうずげんしん）が父母の菩提のために姉の安養尼（あんように）とともに創建したとされるが、実際はもう少し時代が下った12世紀末に、高松中納言藤原実衡の妻である真如房尼が、亡き夫の菩提を弔うために建立したものである。この史実は、彼女の甥にあたる吉田経房の日記「吉記」の記述により明らかとなっている。平安時代の末期には隣接して梶井門跡の政所が建てられた。
江戸時代の元和2年（1616年）に大幅な修理を受けており、建物の外回りはほとんど江戸時代のものに変わっている。
極楽院は独立した寺院であったが、1871年（明治4年）に梶井門跡の本坊が洛中から移転して三千院と改称すると、吸収合併されてその境内に取り込まれてしまい、三千院のお堂となってしまった。極楽院を「往生極楽院」と改称したのは1885年（明治18年）のことである。

## 境内

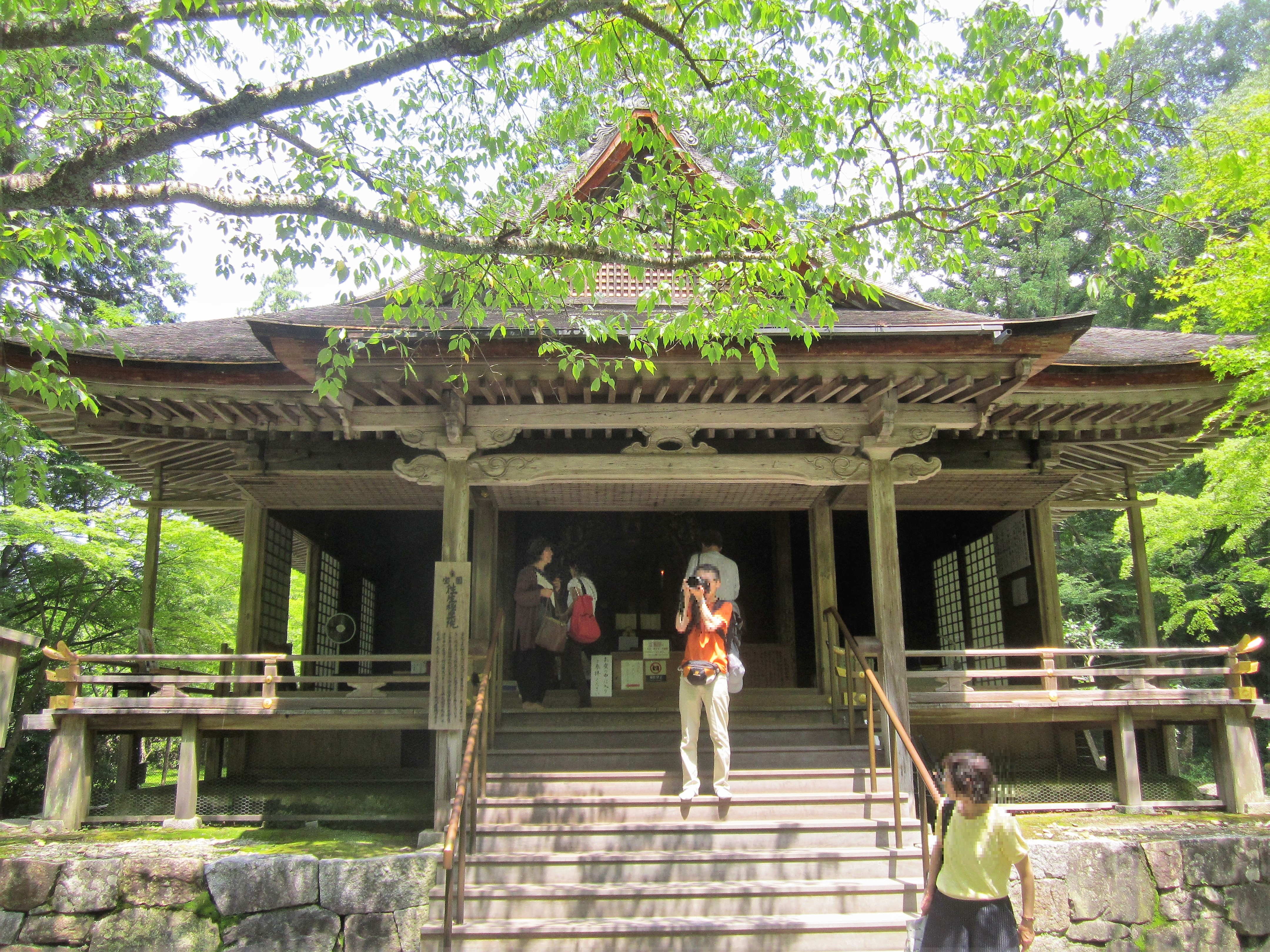
極楽院

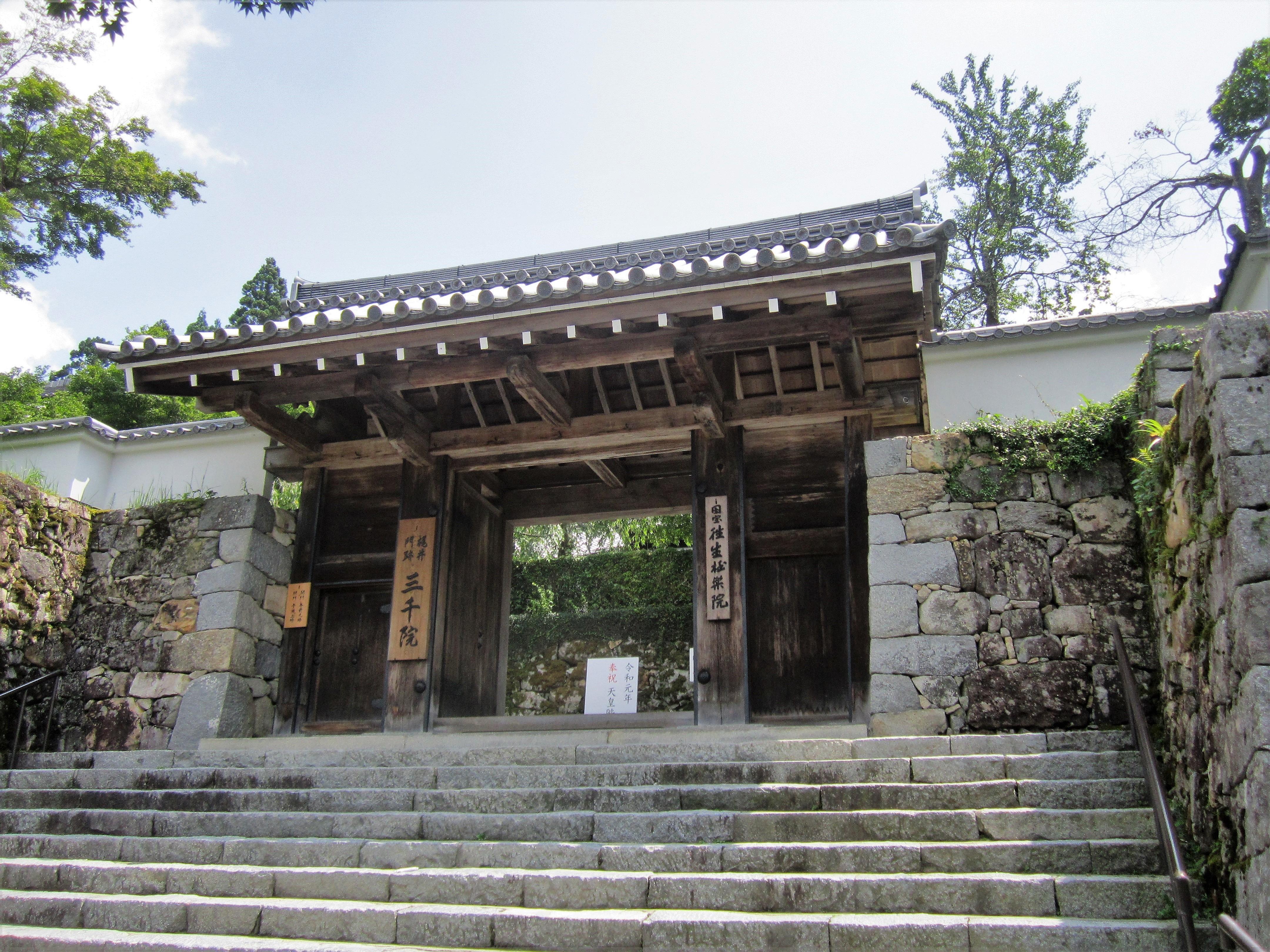
御殿門

三千院の境内は、境内南を流れる呂川（りょせん）と北を流れる律川（りつせん）という2つの川に挟まれている。呂川・律川の名は声明（しょうみょう）（仏教声楽）の音律の「呂」と「律」に由来する。境内南側には往生極楽院の正門にあたる朱雀門、西側には御殿門があるが、拝観入口は後者である。御殿門は薬医門形式で、両側に石垣と白壁をめぐらし、法親王の御殿である政所の入口にふさわしい重厚な門構えである。前述の石垣は築城で名高い近江坂本の穴太衆の築いたものである。
門から入り、大玄関から拝観順路に沿って進むと、客殿、宸殿、及びこれらを囲む庭園があり、庭園内に往生極楽院が建つ。その庭園にはわらべ地蔵が数体佇んでいる。

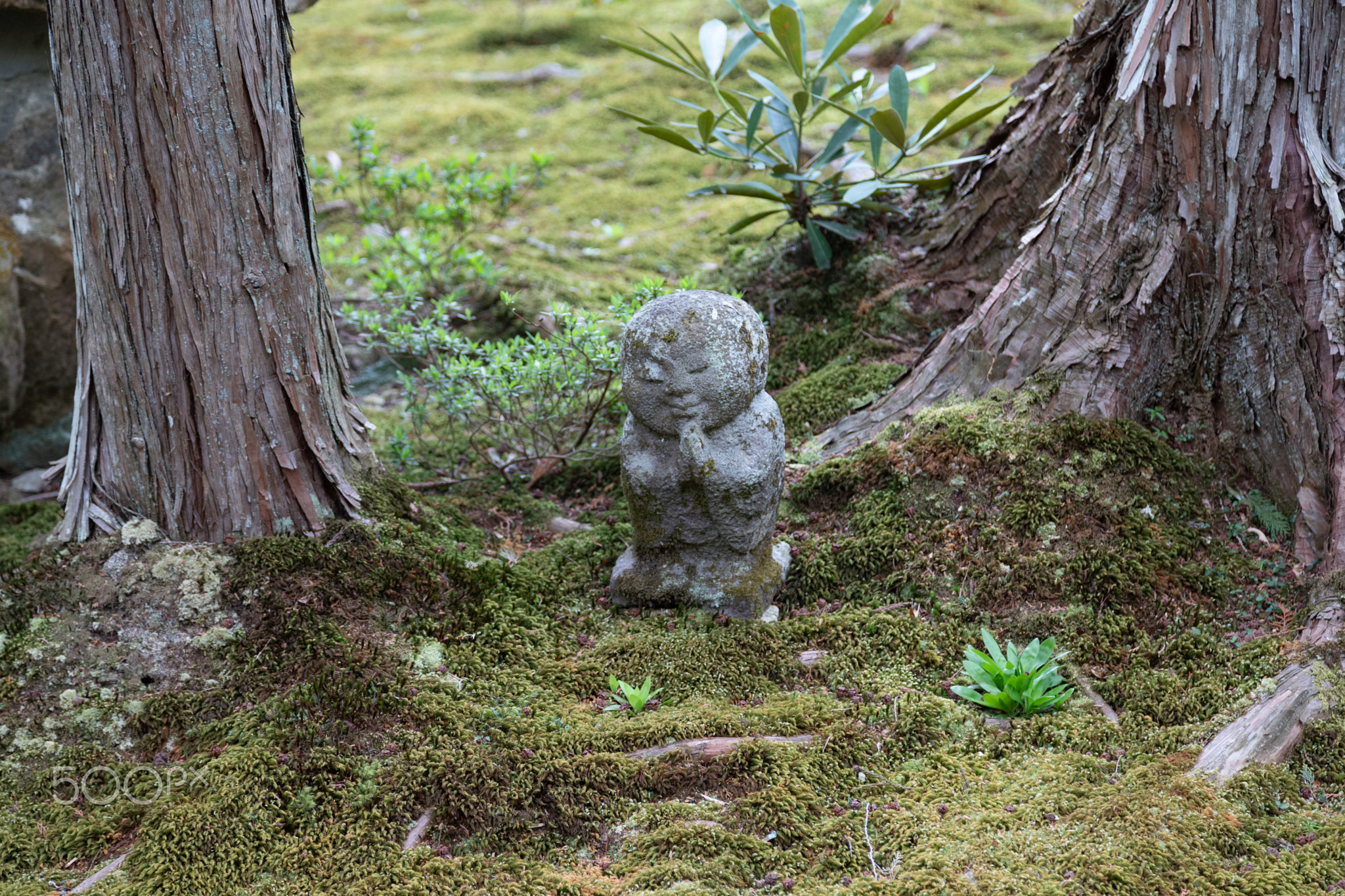
杉村孝 作「わらべ地蔵」

そこから歩いていくと弁財天が祀られており、さらに石段を上って奥の院へ進むと金色不動堂、さらに上ると観音堂がある。このほか、律川沿いには阿弥陀石仏（売炭翁石仏）や、御殿門を入った南側には写経場の円融房（えんにゅうぼう）と収蔵庫兼展示施設の円融蔵がある。
- 宸殿 - 本堂。1926年（大正15年）建立。宮中の紫宸殿を模して宮殿風に造られた建物で、宮中仏事を引き継ぐ行事である5月30日の宮中御懺法講（きゅうちゅうおせんぼうこう）が行われる道場[26]。中の間には、最澄作と伝わる本尊の秘仏薬師瑠璃光如来像を安置する。東の間には玉座が設えられ、襖には下村観山の虹の絵が描かれ「虹の間」とも呼ばれる[27]。西の間は歴代住職（法親王）を祀った内仏。本尊薬師如来像は非公開だが、2002年（平成14年）9月8日–10月8日に開扉されたことがある[28]。西の間に安置されていた木造救世観音半跏像（重要文化財）[29]、木造不動明王立像（重要文化財）[30]は円融蔵に移された。
- 客殿 - 客殿は平安時代、龍禅院（りゅうぜんいん）と呼ばれ、大原寺の政所であった。慶長年間（1596年 - 1615年）に、豊臣秀吉により禁裏修復として建て替えられた旧御所の旧材を用いて建てられた。障壁画は1906年（明治39年）に望月玉泉、今尾景年、鈴木松年、竹内栖鳳、菊池芳文など、当時の京都画壇の画家たちによって描かれて奉納された（障壁画は保存のため円融蔵に移動）[31][27]。
- 中書院
- 庫裏
- 庭園「有清園（ゆうせいえん）」（京都市指定名勝） - 池泉回遊式庭園で宸殿前から往生極楽院にかけて広がる。有清園の名称は中国南朝・宋の詩人謝霊運の「山水有清音」という句に由来する[32][33][注釈 2]。
  - わらべ地蔵 - 石彫刻家の杉村孝氏の手によるもので数体置かれている。
- 庭園「聚碧園（しゅうへきえん）」（京都市指定名勝） - 池泉観賞式庭園で客殿の周囲に広がる。江戸時代の茶人・金森宗和（かなもりそうわ）の作庭と伝えるが確証はない。有清園と聚碧園の境は生垣と石垣で区切られている。
  - 老木「涙の桜」 - 西行法師とも陵阿（りょうあ）上人のお手植えともいわれる桜。
- 往生極楽院（重要文化財） - 12世紀末の建立。解説は既述。
- 弁天池
- 朱雀門 - 江戸時代の再建。かつては極楽院の正門であった。
- あじさい苑
- 弁財天 - 「京の七福神」のうちの一つ。
- 金色不動堂 - 1989年（平成元年）4月建立の根本道場。智証大師円珍の作と伝える金色不動明王を本尊とする。
- 観音堂 - 1998年（平成10年）建立。身の丈3メートルの金色の観音菩薩立像が祀られている。
  - 北小観音堂 - 小観音像を安置する。
  - 南小観音堂 - 小観音像を安置する。
- 石庭「二十五菩薩慈眼（じげん）の庭」 - 補陀落浄土を再現した庭。
- 勝手神社
- 売炭翁石仏 - 阿弥陀石仏。
- 西方門
- 南門
- 円融房 - 写経場。
- 円融蔵 - 2006年（平成18年）秋に完成した収蔵庫兼展示施設。三千院に伝わる仏像、仏画、障壁画、典籍文書類などを収蔵展示する。また、往生極楽院の「舟底天井」を原寸大で復元し、天井画と壁画の復元画を展示する（オリジナルの絵画は剥落・褪色が著しい）[35]。
- 御殿門

## 文化財

### 国宝

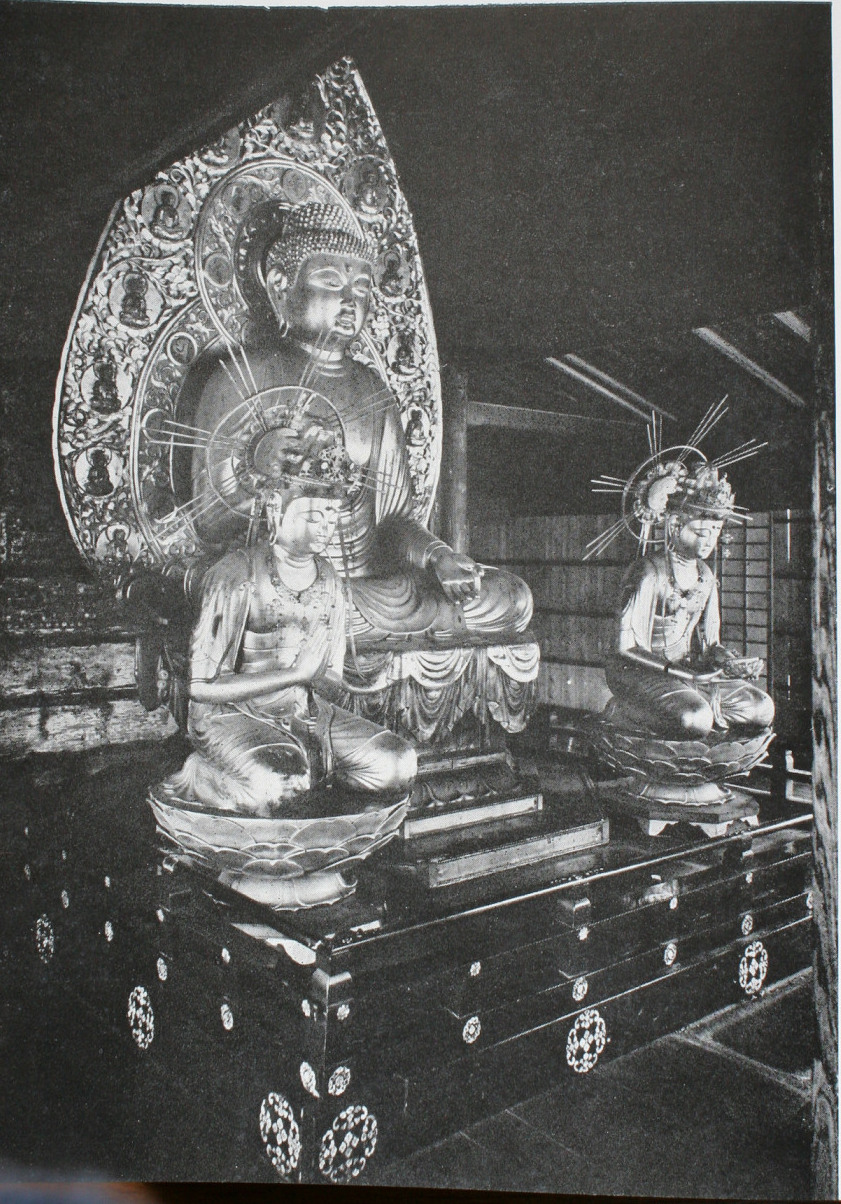
阿弥陀如来及両脇侍（阿弥陀三尊）像

- 木造阿弥陀如来及両脇侍坐像 - 往生極楽院の本尊。脇侍の勢至菩薩像像内の銘文から平安時代末期の久安4年（1148年）の作とわかる。阿弥陀如来、観音菩薩、勢至菩薩の三尊が西方極楽浄土から故人を迎えに来る（来迎）形式の像で、両脇侍が跪座する点が特色である。2002年（平成14年）に国宝に指定されている[36][37]。

### 重要文化財
- 往生極楽院阿弥陀堂[19]
- 木造救世観音半跏像[29]（附：紙本墨書寛元四年中原行範造像願文）
- 木造不動明王立像 - 伝・円仁作。鎌倉時代（1903年指定）[30]
- 木造不動明王立像 - 平安時代（2008年指定）[注釈 3][39][40]
- 慈覚大師伝 紙背長承二年（1133年）具中暦[41]
- 性空上人伝記遺続集 - 鎌倉時代[42]。
- 四天王寺縁起残巻 承安三年（1173年）惟宗季重書写奥書[43]
- 古文孝経 建治三年（1277年）書写奥書[44]
- 帝王系図 - 室町時代[45]
- 三千院円融蔵典籍文書類 - 平安時代から江戸時代、8,371点[注釈 4]

典拠：2000年（平成12年）までの指定物件については、『国宝・重要文化財大全 別巻』による。

### 京都市指定名勝
- 三千院有清園庭園及び聚碧園庭園 - 2000年（平成12年）4月1日指定。

## 前後の札所
西国薬師四十九霊場
44 神護寺　-　45 三千院　-　46 桑実寺
近畿三十六不動尊霊場
15 蓮華寺　-　16 三千院　-　17 曼殊院
神仏霊場巡拝の道
105 寂光院　-　106 三千院　-　107 赤山禅院

## 交通
京都バス10・16・17・18・19・95系統「大原」バス停より徒歩10分。

## 幕末の領地
国立歴史民俗博物館の『旧高旧領取調帳データベース』より算出した幕末期の梶井領は以下の通り。（7村・1,196石余）
- 山城国愛宕郡のうち–3村
  - 勝林院村のうち–200石余
  - 来迎院村のうち–166石余
  - 大長瀬村のうち–78石余
- 山城国乙訓郡のうち–1村
  - 上植野村のうち–140石
- 山城国紀伊郡のうち–2村
  - 吉祥院村のうち–10石余
  - 竹田村のうち–300石
- 丹波国桑田郡のうち–1村
  - 比賀江村のうち–300石